# Єльтайський сільський округ (Карасайський район)
Єльта́йський сільський округ (каз. Елтай ауылдық округі, рос. Ельтайский сельский округ) — адміністративна одиниця у складі Карасайського району Алматинської області Казахстану. Адміністративний центр — село Береке.
Населення — 20527 осіб (2021; 9066 у 2009, 7265 у 1999, 6537 у 1989).
Станом на 1989 рік існували Єльтайська сільська рада (села Береке, Єльтай, Жармухамбет, Ісаєво, Леніно) та Фрунзенська сільська рада (села Зоря Востока, Кірово, Коккайнар, Кокозек, Курилисши, Маденієт, Ожет, Трудовик, Чапаєво), село Рахат та селища Аксенгір, Роз'їзд 71 км перебували у складі Бурундайської селищної ради Ілійського району. Пізніше села Зоря Востока, Кірово, Коккайнар, Курилисши, Ожет та Трудовик увійшли до складу міста Алмати. 2014 року села Маденієт та Рахат були включені в межі міста Алмати.

## Склад
До складу округу входять такі населені пункти:
| Населений пункт              | Старі назви | Населення, осіб (1989) | Населення, осіб (1999) | Населення, осіб (2009) | Населення, осіб (2021) |
| ---------------------------- | ----------- | ---------------------- | ---------------------- | ---------------------- | ---------------------- |
| Аксенгір, село               | -           | 436                    | 385                    | 592                    | 262                    |
| Береке, село                 | -           | 2779                   | 3048                   | 3511                   | 6729                   |
| Єльтай, село                 | -           | 915                    | 1182                   | 1205                   | 3001                   |
| Жармухамбет, село            | -           | 444                    | 520                    | 558                    | 1493                   |
| Ісаєво, село                 | -           | 625                    | 713                    | 717                    | 3681                   |
| Каратобе, село               | Леніно      | 241                    | 285                    | 326                    | 760                    |
| Кокозек, село                | -           | 670                    | 675                    | 1519                   | 3266                   |
| Коктоган, село               | Чапаєво     | 197                    | 237                    | 282                    | 447                    |
| Роз'їзд 71, станційне селище | -           | 230                    | 220                    | 356                    | 888                    |